# Tutore (ortopedia)
Il tutore è un apparecchio ortopedico di uso esterno, utilizzato in ortopedia per tutelare o correggere un atteggiamento patologico di un arto o un suo segmento.
Ne esistono di vari tipi:
- bendaggi funzionale,
- tutori pneumatico,
- tutori a staffa,
- corsetti.